# M’Balia Camara
M’Balia Camara (* 1929 in Posséah, Französisch-Westafrika (heute Guinea); † 18. Februar 1955 in Bembaya) war eine guineische Unabhängigkeitsaktivistin und Nationalheldin Guineas und insbesondere der Parti Démocratique de Guinée (Demokratische Partei Guineas). Teils wird sie als Märtyrerin betitelt.

## Leben

### Herkunft und Politisches Wirken
M’Balia Camara wurde 1929 in Posséah (Schreibvarianten: Poseah, Posseah), einem Dorf in der Unterpräfektur Tondon der Präfektur Dubréka, in einer Bauernfamilie geboren. Sie wurde eine Aktivistin in der Rassemblement Démocratique Africain (RDA) von Sékou Touré. Dieser kämpfte an der Seite ihres Ehemannes Thierno Camara, eines Veteranen des Zweiten Weltkrieges, gegen die französische Kolonisation. Die beiden Ehepartner hatten dann leitende Positionen in der Unterabteilung der RDA in Tondon, 180 km von Conakry entfernt. Während M’Balia das Frauenkomitee leitete, war Thierno für die Unterabteilung zuständig.  
Aus der RDA ging in Guinea 1947 die antikoloniale Parti Démocratique de Guinée (PDG) hervor. 1954 wurde die RDA von Sékou Touré nach eindeutig gefälschten Parlamentswahlen besiegt. Dieser Betrug war Teil eines Versuchs, den Aufstieg der antikolonialistischen Bewegung zu bremsen, die in allen Bevölkerungsschichten immer mehr an Boden gewann. Im Kanton Tondon half der örtliche Kantonschef Almamy David Sylla wahrscheinlich, die Wahlen gegen die RDA zu manipulieren. Gegen die Ungerechtigkeit der Wahlmanipulation hatten die RDA-Mitglieder in Tondon eine Art Parallelsystem zu den Kantonschefs aufgebaut, die als Lakaien der Kolonialmacht angesehen wurden. Um sich der Macht der Letzteren zu widersetzen, beschlossen die RDA-Mitglieder, ihre Steuern direkt an die Kreiskommandanten zu zahlen.

### Strafexpedition Syllas und Attentat auf Camara
Zur Unterdrückung dieser Taten ließ die Kolonialverwaltung Thierno Camara und acht weitere RDA-Aktivisten unter dem Vorwurf der Steuerhinterziehung verhaften. Am 8. Februar 1955 begab sich Sylla in das Dorf Bembaya, um Steuern zu erheben. Da die Einwohner diese bereits zum Bezirkskommandanten geschickt hatten, drohte Sylla ihnen mit körperlichen Misshandlungen, wenn sie nicht sofort noch einmal zahlen würden. Auf diese Drohungen reagierte die Bevölkerung, indem sie Sylla beleidigte, ihm die Insignien der Kolonialmacht abnahm und ihn zum Haus von Thierno Camara führte. Gedemütigt kehrte Sylla am nächsten Tag mit einem großen bewaffneten Kontingent der Kolonialpolizei nach Tondon zurück. Um diese Strafexpedition zu verhindern, warfen die Bewohner des Dorfes Bembaya Steine auf die Soldaten, die sich mit Tränengas an der Menge rächten. Sylla schoss auf die Menge. 37 Dorfbewohner wurden bei dem Vorfall verletzt. Sylla ging anschließend zum Haus der Camaras und verschaffte sich Zutritt in das Haus. Dort fand er M’Balia Camara, damals in einem fortgeschrittenen Stadium der Schwangerschaft. Sylla schlitzte mit einem absichtlichen Schwerthieb den Bauch der schwangeren Frau auf. Camara wurde ins Krankenhaus in Conakry eingeliefert, hatte am 11. Februar eine Fehlgeburt und starb am 18. Februar 1955 im Alter von 26 Jahren.

### Beerdigung und Erinnerung
Camaras Tod wurde als ein einschneidendes Ereignis in der Geschichte des guineischen Unabhängigkeitskampfes beschrieben. Weit davon entfernt, die Leidenschaft der guineischen Freiheitskämpfer zu schwächen, sollte dieser tragische Tod als Katalysator für ihren Aufstand dienen, der drei Jahre später in der Unabhängigkeit des Landes, der ersten im Französisch-Westafrika, gipfelte.
Bei der Beerdigung M’Balias, sie wird von den guineischen Quellen als eine Märtyrerin bezeichnet, an der ihr inhaftierter Mann nicht teilnehmen konnte, bat Sékou Touré die Tausenden von Anwesenden, jeweils einen Stein mitzubringen und ihn an einem Ort zu platzieren, um den Behörden zu zeigen, wie viele es waren. Die ersten Steine der guineischen Freiheitsmauer waren gerade auf dem Bauch der Nationalheldin M’Balia Camara platziert worden, und ihre Anhänger bestanden darauf, dass sich niemand dem Bau der Mauer widersetzen würde.
Eine Schätzung ging davon aus, dass zu ihrer Beerdigung über 10.000 Menschen kamen, statt der 1.500, die von der Polizei behauptet wurden.

### Ehrungen
Sékou Touré trug selbst den Sarg der berühmten Verstorbenen zur letzten Ruhestätte. Ihre sterblichen Überreste ruhen heute, mit anderen Helden der Nation, im Mausoleum im großen Hof der Fayçal-Moschee in Conakry.
Es wurden Lieder über ihr Opfer geschrieben, und sie wurde als Vorbild für die guineischen Frauen im Kampf gegen den Kolonialismus hochgehalten. Sie war ein so einflussreicher Teil ihrer Gemeinde, dass der 9. Februar zu Ehren ihrer Person und ihrer Bemühungen zum Guineischen Frauentag ernannt wurde. 
In Guinea war sie ein Vorbild für die guineischen Frauen im Kampf gegen den Kolonialismus und sie wird immer noch für ihren militanten Aktivismus geehrt.
Der Hauptmarktplatz in Conakry trägt ihren Namen. Im Hof des Nationalmuseums (Musée national de Sandervalia) steht eine Büste von Camara.